# Adolf de Hohenlohe-Ingelfingen
Adolf Prinz zu Hohenlohe-Ingelfingen (29 iulie 1797, Breslau - 24 aprilie 1873) a fost un nobil, soldat, și politician prusac. El a servit pentru o scurtă perioadă în funcția de prim-ministru al Prusiei în 1862, fiind succedat de Otto von Bismarck. 
Adolf a fost fiul lui Frederick Louis, Prinț de Hohenlohe-Ingelfingen, și tatăl lui Prințul Kraft zu Hohenlohe-Ingelfingen. 
1. 1 2  Adolf Hohenlohe, Brockhaus Enzyklopädie
2. 1 2  „Adolf de Hohenlohe-Ingelfingen”, Gemeinsame Normdatei, accesat în 28 aprilie 2014
3. ↑  Neue Deutsche Biographie, accesat în 10 februarie 2017
4. 1 2  Adolf Karl Ludwig Friedrich Prinz zu Hohenlohe-Ingelfingen, The Peerage, accesat în 9 octombrie 2017
5. ↑  „Adolf de Hohenlohe-Ingelfingen”, Gemeinsame Normdatei, accesat în 15 decembrie 2014
6. 1 2   http://www.montes.pl/Montes_1/montes_nr_01_09.htm Lipsește sau este vid: |title= (ajutor)
7. ↑  The Peerage